# Hyalyris guttata
Hyalyris guttata är en fjärilsart som beskrevs av Richard Haensch 1899. Hyalyris guttata ingår i släktet Hyalyris och familjen praktfjärilar. Inga underarter finns listade i Catalogue of Life.